# Йоганн Майнеке
Йоганн Людвіг Георг Майнеке (нім. Johann Ludwig Georg Meinecke; (нар. 1781, Штадтгаґен — пом. 1823, Шкойдіц, Саксонія) — німецький фізик, геолог, фізіолог.
Професор Університету Галле. Автор підручника «Мінералогія у зв'язку з технологією та географією», зведених таблиць з анатомії людини (нім. Synoptische Tabellen der Anatomie des menschlichen Körpers;1810) та інших творів. Спільно з Крістіаном Кеферштейном випустив працю «До історії та вивчення базальтів» (нім. Beitrage zur Geschichte und Kenntniss des Basaltes; 1819). Нарівні з Вільямом Праутом (і незалежно від нього) розробляв так звану гіпотезу Праута про те, що атомні маси всіх хімічних елементів кратні атомній масі водню і, отже, всі атоми так чи інакше складаються з атома водню.